# Takanea
Takanea is een geslacht van vlinders van de familie spinners (Lasiocampidae).

## Soorten
- T. diehli De Lajonquière, 1978
- T. miyakei (Wileman, 1915)